# Nathan Ephraums
Nathan Ephraums né le 9 juin 1999 à Keysborough, est un joueur de hockey sur gazon australien. Il évolue au poste d'attaquant au HC Melbourne et avec l'équipe nationale australienne.

## Carrière

### Ligue professionnelle
- : 2020-2021